# Stenocereus eruca
Stenocereus eruca, широко відомий як повзучий диявол, належить до родини Cactaceae. Це один із найвідоміших кактусів, член відносно невеликого роду Стеноцереус. Він є ендеміком центрального тихоокеанського узбережжя Нижньої Каліфорнії, і зустрічається лише на піщаних ґрунтах, де утворює масивні колонії.

## Опис
Як і всі кактуси, повзучий диявол є сукулентом і, як повідомляється, містить мескалін і стерини. Тіло широко розкидане як окремі стебла; у сприятливих місцях вони можуть утворювати непроникні плями гіллястих стебел розміром у кілька метрів у поперечнику. Повзучий диявол колоноподібний, з дуже колючим стеблом кремово-зеленого кольору, в середньому 5 см в діаметрі і 1,5—2 м завдовжки, лише кінець піднятий від землі. Висота 20—30 см, оскільки цей кактус лежачий. Великі нічні квіти білі, рожеві або жовті; зазвичай 10—14 см завдовжки з колючою зав’яззю, помірно цвіте у відповідь на дощ. Колючі плоди 3—4 см завдовжки з чорним насінням.
Повзучий диявол лежить на землі і росте на одному кінці, тоді як інший кінець повільно відмирає, з послідовністю нових коренів, що розвиваються на нижній стороні стебла. Швидкість росту адаптована до помірного, вологого морського середовища півострова Баха і може досягати понад 60 см на рік, але при пересадці в спекотне посушливе середовище кактуси можуть вирости лише 60 см за десятиліття. Протягом багатьох років весь кактус буде повільно подорожуватися, стебла будуть розгалужуватися та пускати коріння у напрямку до кінчиків, у той час як старі частини стебла відмирають і розпадаються. Цей мандрівний ланцюжок росту породив назву ерука, що означає «гусениця», а також загальну назву повзучий диявол.
Stenocereus eruca вважається «найбільш екстремальним випадком клонального розмноження в родині кактусових» (Gibson and Nobel, 1986). Це означає, що через ізоляцію та брак запилювачів рослина здатна клонуватися. Це робиться за рахунок того, що частини відриваються від головного пагона, оскільки їх основи відмирають і гниють.
Іншими представниками цього роду, які зустрічаються на півострові Баха в Каліфорнії, є Stenocereus thurberi (Organ Pipe Cactus, Pitaya Dulce) і Stenocereus gummosus (Sour Pitaya, Pitaya Agria, Pitayha). Хоча раніше вважалося, що йому загрожує зникнення, нові докази показали, що це не так. Пересадка, хоча і не рекомендована через специфічні фактори навколишнього середовища, може бути успішною за умови суворого дотримання умов, які відображають рідне середовище.

## Галерея

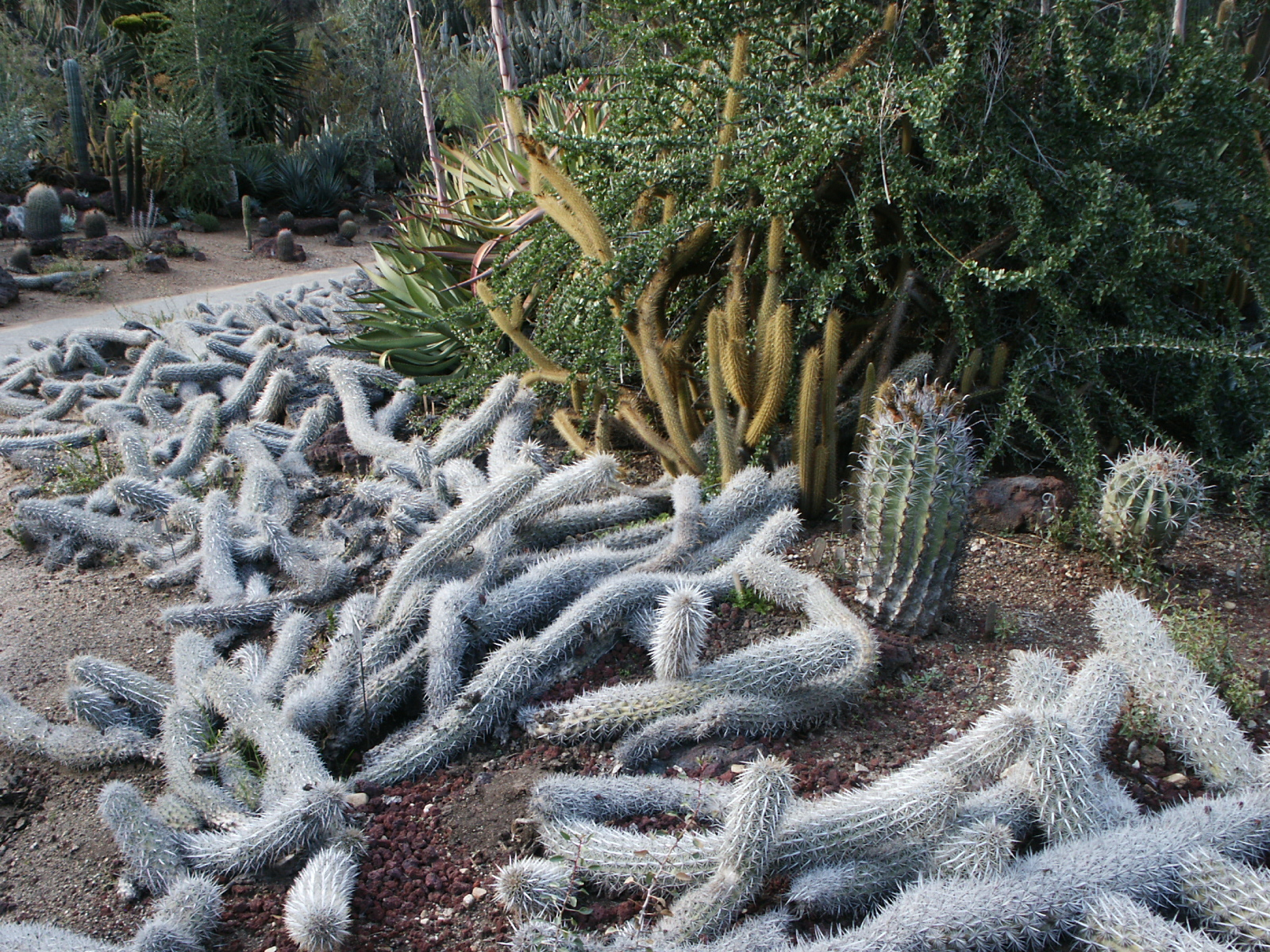
Повзучі дияволи в саду пустелі Хантінгтон
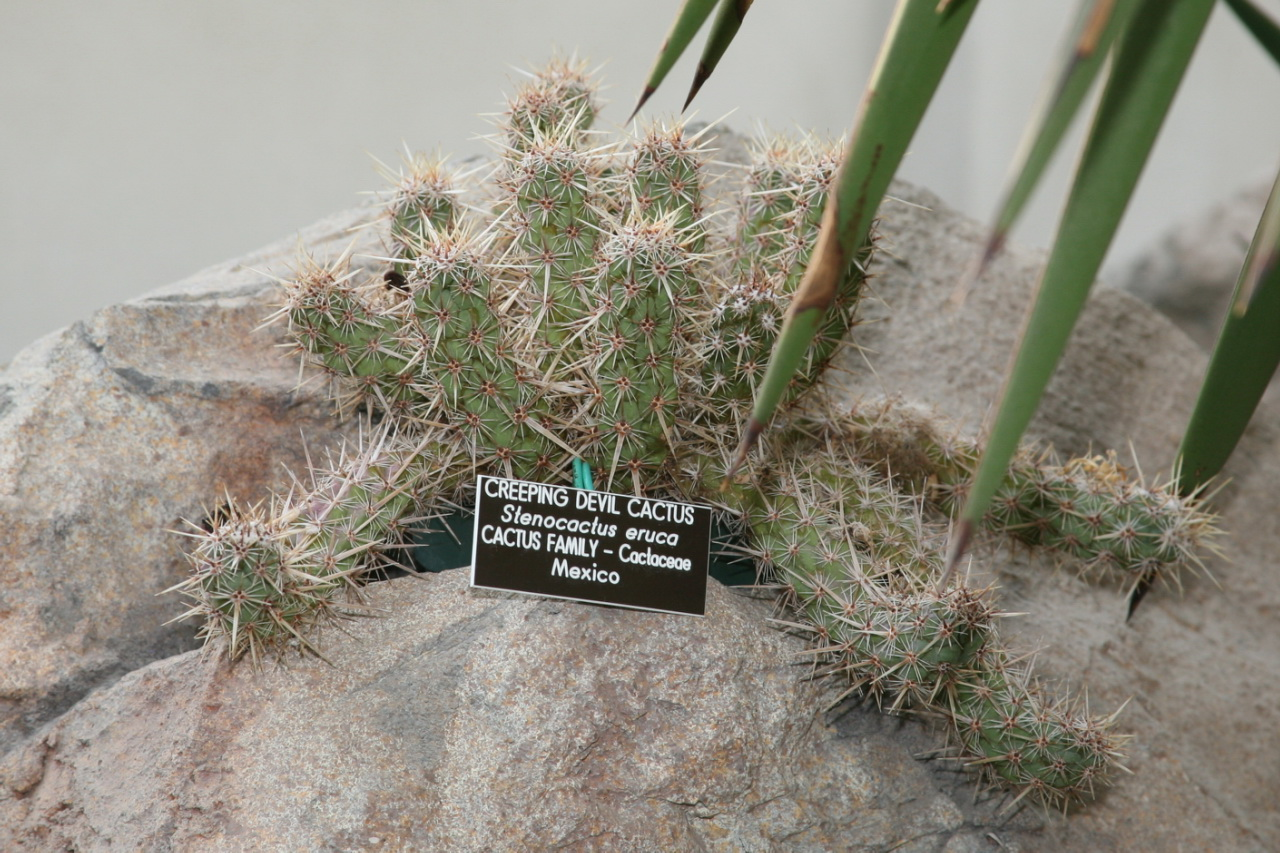